# Apache Axis
Pour les articles homonymes, voir Axis.
Axis est un ensemble de logiciels créés par Apache Software Foundation, qui vise à faciliter le développement de services Web en technologie SOAP.
Axis offre notamment :
- un environnement pouvant soit fonctionner comme un serveur SOAP/Rest[1] indépendant, soit comme un plug-in de moteurs de servlet (en particulier Tomcat),
- une API pour développer des services web SOAP RPC ou à base de messages SOAP,
- le support de différentes couches de transport : HTTP, FTP, SMTP, POP et IMAP...,
- la sérialisation/désérialisation automatique d'objets Java dans des messages SOAP,
- des outils pour créer automatiquement les WSDL correspondant à des classes Java, ou inversement, pour créer les classes Java sur la base d'un WSDL (classe proxy en quelque sorte, qui fait le lien entre l'application Java cliente et le service distant),
- des outils pour déployer, tester et monitorer des web-services.

Axis est publié sous licence Apache 2.0.
Axis2 est une réécriture complète – et non rétrocompatible avec Axis – qui a pour objectif d'être plus efficace, plus modulaire et plus orienté XML que la version précédente. Un certain nombre de modules sont en cours de développement concernant la sécurité, les transactions...

## Axis C++
Il existe également une implémentation en C++ d'Axis :
- moteur client et serveur SOAP,
- déploiement avec un serveur HTTP autonome ou avec le serveur web Apache.